# ری اون-سوک
ری اون-سوک (انگلیسی: Ri Un-suk؛ زادهٔ ۱ ژانویهٔ ۱۹۸۶) بازیکن فوتبال زن اهل کره شمالی بود.
وی همچنین در تیم ملی فوتبال زنان کره شمالی بازی کرده است.